# Khalid Boutaïb
Khalid Boutaïb (Bagnols-sur-Cèze, 24 de abril de 1987) é um futebolista marroquino que atua como atacante. Atualmente, joga pelo Yeni Malatyaspor.

## Carreira
Khalid Boutaïb fez parte do elenco da Seleção Marroquina de Futebol na Campeonato Africano das Nações de 2017.

## Título
Zamalek
- Taça das Confederações da CAF: 2018–19